# Jogos Pan-Africanos de 1987
Os Jogos Pan-africanos de 1987 foram realizados na cidade de Nairóbi, no Quénia, entre 1 e 12 de agosto. Entre 1978 e 1987, foram quase dez anos sem esta competição continental, interrupção esta causada por guerras civis e conflitos entre nações. Quénia e Tunísia sediariam as edições canceladas.
Entre os esportes disputados, o basquete masculino teve como equipe vencedora, Angola, enquanto o Zaire foi a nação campeã entre as mulheres. No futebol masculino, o Egito foi o primeiro colocado e no vôlei, Camarões venceu as disputas masculinas, ao passo que o Egito venceu as femininas. No handball, medalha de ouro para o Egito, entre os homens, e para o Congo, entre as mulheres.

## Quadro de medalhas
País sede destacado.
| Ordem | País                           | Medalha de ouro | Medalha de prata | Medalha de bronze | Total |
| ----- | ------------------------------ | --------------- | ---------------- | ----------------- | ----- |
| 1     | Egito                          | 31              | 22               | 20                | 73    |
| 2     | Tunísia                        | 28              | 26               | 22                | 76    |
| 3     | Nigéria                        | 23              | 16               | 21                | 60    |
| 4     | Quénia                         | 22              | 25               | 16                | 63    |
| 5     | Argélia                        | 13              | 23               | 23                | 59    |
| 6     | Senegal                        | 7               | 2                | 12                | 21    |
| 7     | Etiópia                        | 3               | 5                | 4                 | 12    |
| 8     | Gana                           | 3               | 3                | 1                 | 7     |
| 9     | Uganda                         | 3               | 2                | 4                 | 9     |
| 10    | Zâmbia                         | 2               | 5                | 6                 | 13    |
| 11    | Madagascar                     | 2               | 4                | 2                 | 8     |
| 12    | Camarões                       | 1               | 1                | 7                 | 9     |
| 13    | Costa do Marfim                | 1               | 1                | 2                 | 4     |
| 14    | Maurícia                       | 1               | 1                |                   | 2     |
| 14    | República Democrática do Congo | 1               | 1                |                   | 2     |
| 16    | Tanzânia                       |                 | 2                | 5                 | 7     |
| 17    | Congo                          |                 | 2                |                   | 2     |
| 18    | Ruanda                         |                 | 1                |                   | 1     |
| 19    | Zâmbia                         |                 |                  | 3                 | 3     |
| 19    | Seicheles                      |                 |                  | 2                 | 2     |
| 21    | Angola                         |                 |                  | 1                 | 1     |
| 21    | Burundi                        |                 |                  | 1                 | 1     |
| 21    | Chade                          |                 |                  | 1                 | 1     |
| 21    | Malawi                         |                 |                  | 1                 | 1     |
| 21    | Moçambique                     |                 |                  | 1                 | 1     |
| TOTAL | TOTAL                          | 141             | 142              | 150               | 433   |